# Apple M1
Apple M1は、AppleがMacおよびiPad向けにARMアーキテクチャのライセンスを受けて設計したシステムオンチップ（SoC）である。TSMCの5nmプロセス製造されている。
2020年11月10日のApple Eventで発表された。Appleが「省電力シリコンとしては世界最速のCPUコア」「ワット当たりのCPU性能は世界最高」と述べている他、実際にもAppleの主張が正しいことが数々のベンチマークや記事で判明している。なお、M1のシングルコア性能（シングルスレッド性能）すなわちコアあたりのIPCが高い理由は、演算器 (ALU) と命令デコーダーの搭載数に起因している。一方、メモリ容量がボトルネックとなるケースでは、8GBモデルではプロセッサ性能を活かせないこともある。
Linuxでは、2021年のLinuxカーネル5.13以降においてサポートされている。

## 仕様

### 概要
Intel MacデバイスではIntel製CPUに加えGPUや各種チップセット、さらにApple独自のチップ（Apple T2等）を個別に搭載していたが、Apple M1はiPhone 12等で搭載されているA14 BionicをベースにCPUやGPUのコア数を増強し、さらに必要な機能を追加して1つのチップとして統合したものである。これにより処理能力の向上と消費電力の抑制を両立し、Intel Macデバイスに比べ電源管理の最適化が容易となる。

### CPU
ARM big.LITTLEと似たAppleの独自仕様を採用し、高性能コア「Firestorm」と高効率コア「Icestorm」各4コアの計8コアの構成とベースとなったA14 Bionicから増強されている。Appleは、高効率コアの消費電力が高性能コアの10分の1だと述べている。Firestorm「高性能コア」は、192KBのL1命令キャッシュと128KBのL1データキャッシュ、12MBのL2キャッシュは高性能コア内で共有し、クロック周波数は0.6 GHz〜3.204 GHz、最大消費電力は13.8W。Icestorm「高効率コア」は、128KBのL1命令キャッシュと64KBのL1データキャッシュ、4MBのL2キャッシュは高効率コア内で共有し、クロック周波数は0.6 GHz〜2.064 GHz、最大消費電力は1.3Wとなっている。

### ユニファイドメモリ
M1チップはユニファイドメモリ構造であり、CPUやGPUといったチップ内すべてのコンポーネントがメモリアドレスを共有している。メモリには4266 MHzのLPDDR4X SDRAMが使用されており、下記画像の通りSoCと同一基板上にDRAMチップがハンダ付けで実装されている（SiPではない）。容量は8GBと16GBの2種類がある。

### GPU
M1チップはAppleが設計した8コア（一部のベースモデルでは7コア）のグラフィック処理装置（GPU）が搭載されている。各GPUコアは16個の実行ユニット（EU）に分割され、各EUには8個の算術論理ユニット（ALU）が含まれている。M1チップのGPUには合計で最大128個のEUと1024個のALUが搭載され、Appleによると、最大24,576個のスレッドを同時に実行でき、最大浮動小数点演算（FP32）性能は2.6 TFLOPsである。また、M1はHEVCとH.264のビデオコーデックエンコードをサポートし、またHEVC、H.264、ProResのデコードをサポートしている。

### その他
IntelベースのMacに搭載されていたApple T2チップの後継チップ機能もパッケージされている。具体的には16コアNeural Engineや画像信号プロセッサ（ISP）、NVMeストレージコントローラ、Thunderbolt 4 コントローラ（実際の製品ではThunderbolt 3に制限）が搭載されている。また、Secure Enclave などの機能を統合している。これらはメインとなる計算器が低電力モードで停止している場合でも、bridgeOSとsepOSをアクティブに保ち、Touch ID、FileVault、macOSキーチェーン、UEFIファームウェアパスワードなどの暗号化キーを処理・保存する。また、マシンの固有ID（UID）とグループID（GID）も保存する。
M1を搭載したMacでは、Rosetta 2を介してIntel Mac用ソフトウェア、iPhoneやiPadのアプリを動かすことができる。

Apple M1のロゴマーク

## 搭載モデル
Apple M1チップは、以下の5モデルに搭載されている。MacBook Air (M1, 2020)の下位モデルおよびiMac (M1, 2021)の下位モデルでは、GPUコアが1つ無効化され、7コアになっている。
- MacBook Air (M1, 2020)[22]
- MacBook Pro (13-inch, M1, 2020) [23]
- Mac mini (M1, 2020) [24]
- iMac (M1, 2021)
- 11インチiPad Pro (第3世代)
- 12.9インチiPad Pro (第5世代)
- iPad Air (第5世代)[25]

## 画像

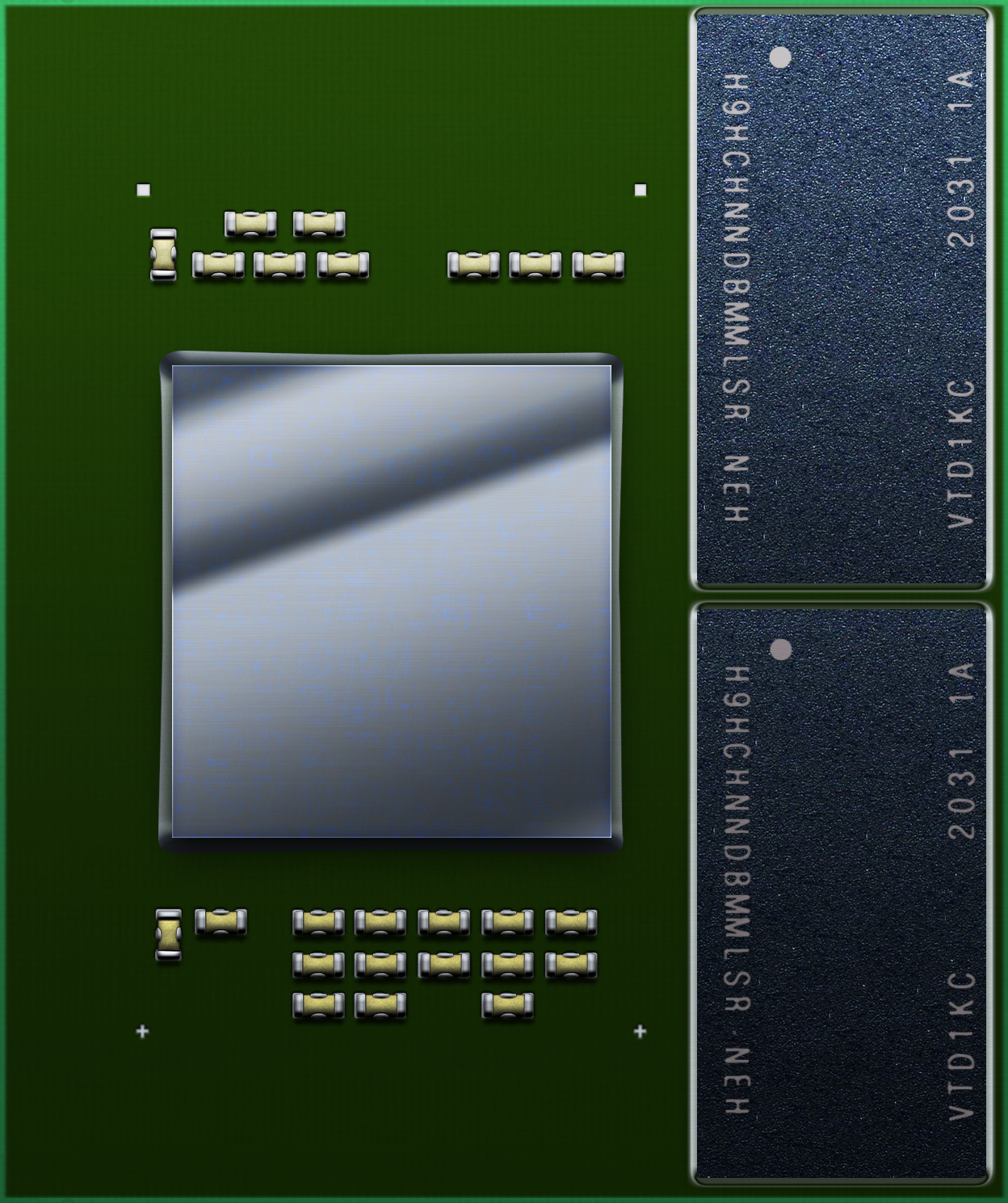
ヒートスプレッダが取り外されCPUダイと小さなSMDコンデンサが見えている状態のプロセッサ
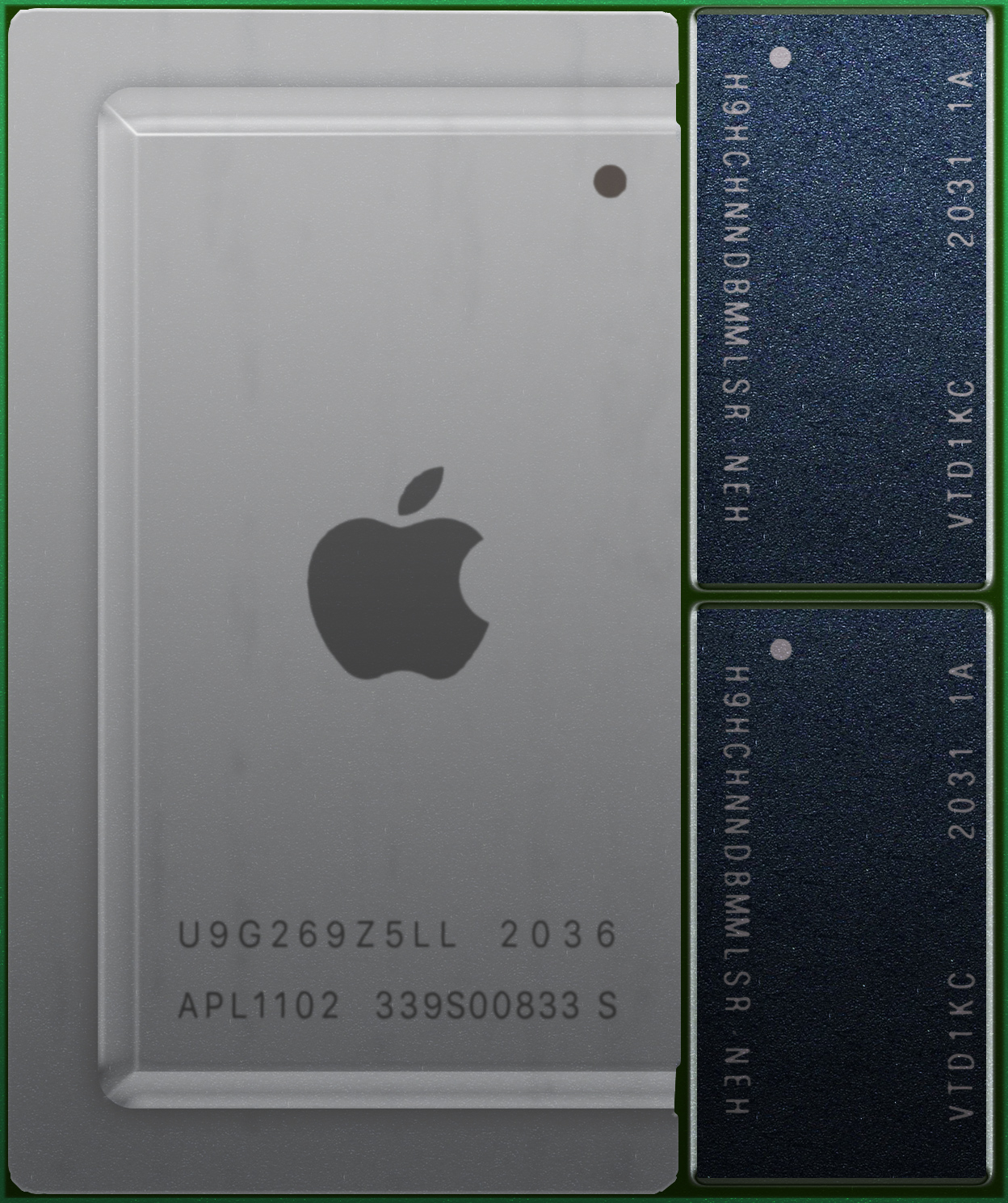
ヒートスプレッダ付きのApple M1プロセッサ。右に見えている2つのチップは積層されたLPDDR4X SDRAMである

## 関連する同世代SoC
以下の表は「Firestorm」と「Icestorm」マイクロアーキテクチャに基づいた各種SoCを示している。
| チップ名 | CPUコア数（高性能+高効率） | GPUコア数 | メモリ (GB) | トランジスタ数 |
| -------- | -------------------------- | --------- | ----------- | -------------- |
| A14      | 6 (2+4)                    | 4         | 4 - 6       | 118億          |
| M1       | 8 (4+4)                    | 7         | 8 - 16      | 160億          |
| M1       | 8 (4+4)                    | 8         | 8 - 16      | 160億          |
| M1 Pro   | 8 (6+2)                    | 14        | 16 - 32     | 337億          |
| M1 Pro   | 10 (8+2)                   | 14        | 16 - 32     | 337億          |
| M1 Pro   | 16                         |           | 16 - 32     | 337億          |
| M1 Max   | 10 (8+2)                   | 24        | 32 - 64     | 570億          |
| M1 Max   | 10 (8+2)                   | 32        | 32 - 64     | 570億          |
| M1 Ultra | 20 (16+4)                  | 48        | 64 - 128    | 1140億         |
| M1 Ultra | 20 (16+4)                  | 64        | 64 - 128    | 1140億         |

1. 1 2  M1 Ultraは2個のM1 MaxダイがUltraFusionによって接続されたものであり、カタログスペックはM1 Maxの二倍になる。